# Aljaksandra Sasnovitj
Aljaksandra Aljaksandrawna Sasnovitj (hviderussisk: Аляксандра Аляксандраўна Сасновіч, født 22. marts 1994 i Minsk, Hviderusland) er en professionel kvindelig tennisspiller fra Hviderusland.